# 1802 w literaturze

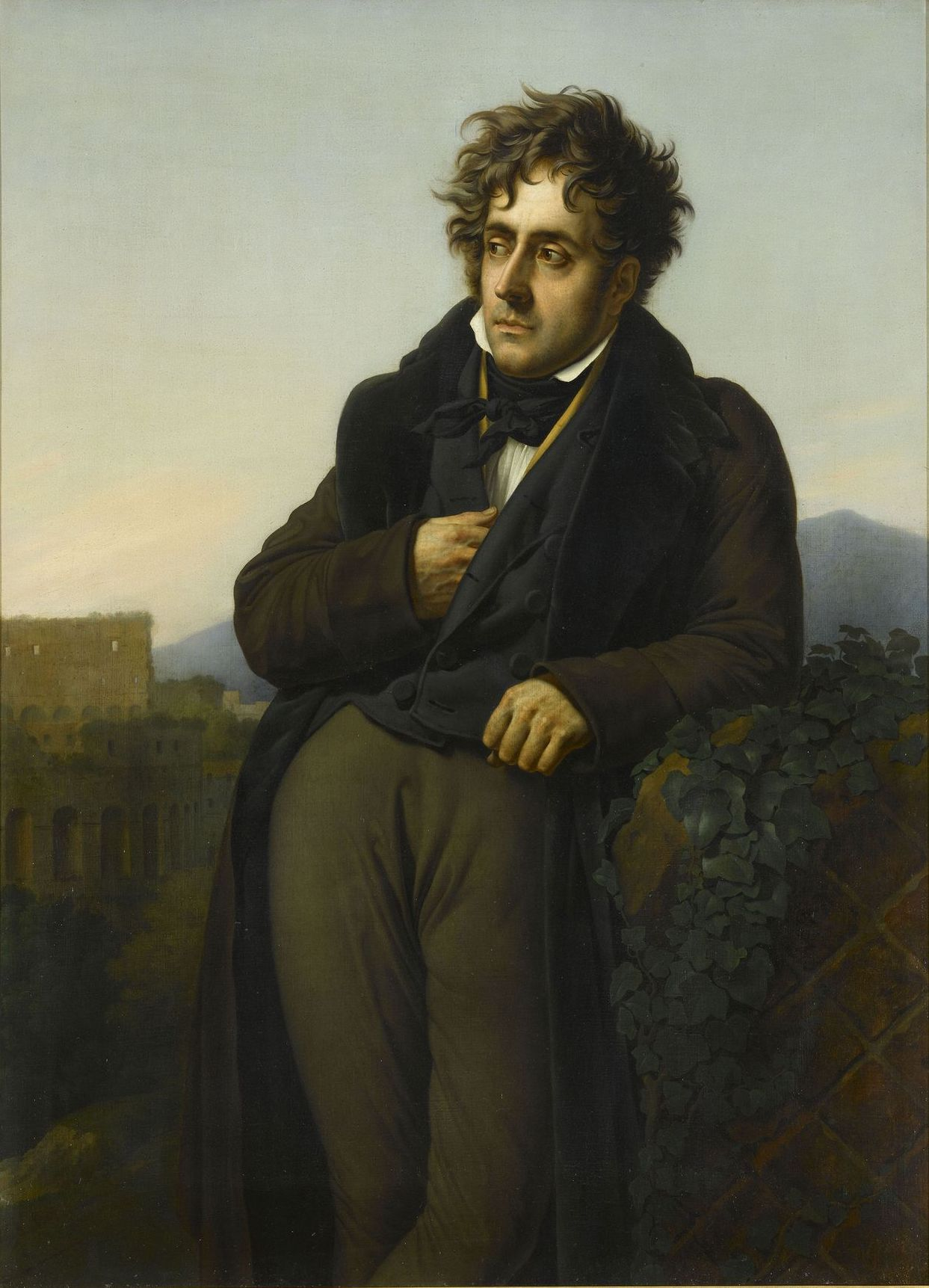
François-René de Chateaubriand

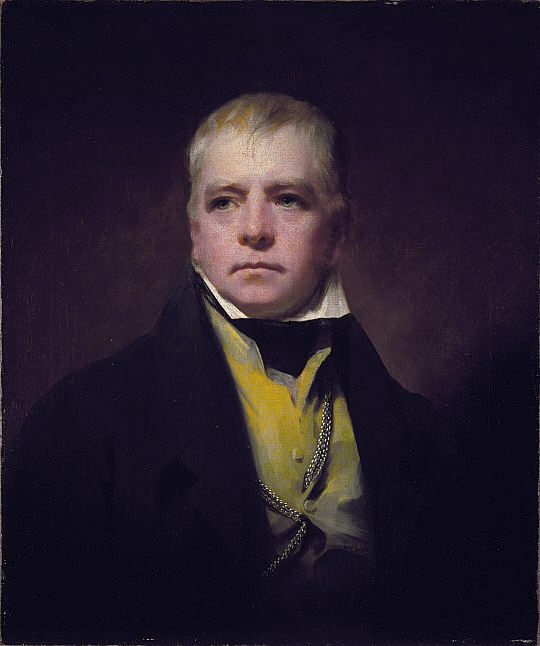
Walter Scott

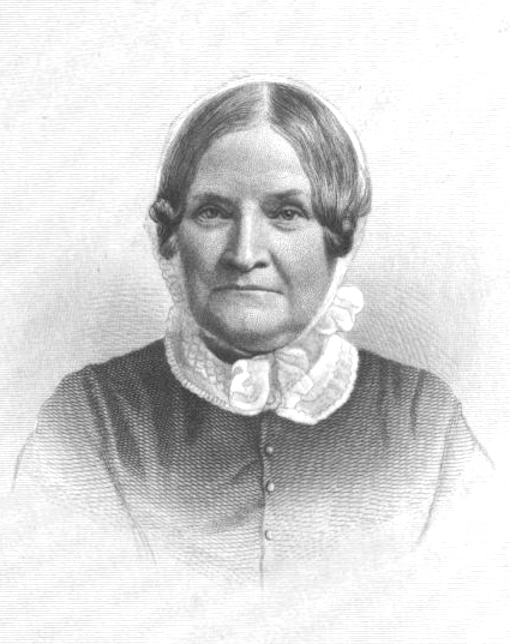
Lydia Maria Child

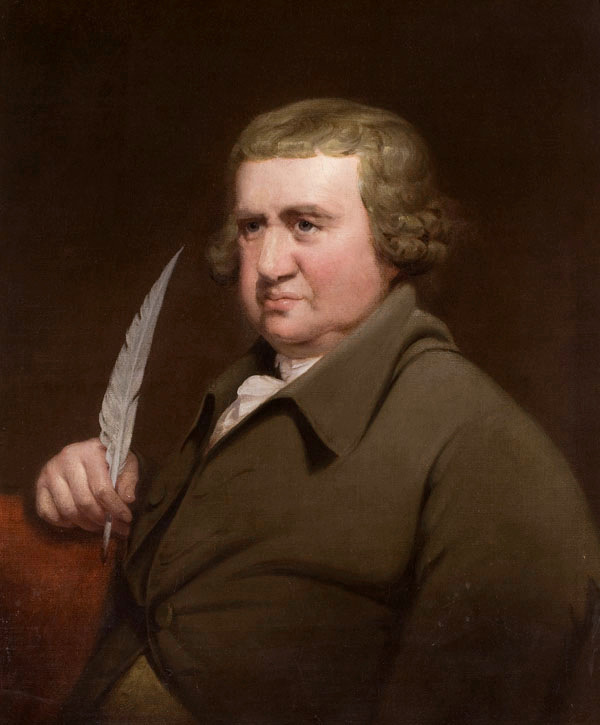
Joseph Wright. Portret Erasmusa Darwina

Wydarzenia literackie w 1802 roku.

## Nowe książki
- polskie
  - Ignacy Krasicki – Bajki nowe
- zagraniczne
  - François-René de Chateaubriand – René
  - Elizabeth Craven – The Soldiers of Dierenstein
  - Elizabeth Gunning – The Farmer’s Boy
  - Jane Harvey – Warkfield Castle
  - Rachel Hunter – The History of the Grubthorpe Family
  - Isabella Kelly – The Baron’s Daughter
  - Francis Lathom – Astonishment !! !
  - Mary Meeke
    - Independence
    - Midnight Weddings

  - Theodore Melville – The White Knight
  - Susannah Oakes – The Rules of the Forest
  - Mary Pilkington – The Accusing Spirit
  - Anne Louise Germaine de Stael – Delphine
  - Walter Scott – The Minstrelsy of the Scottish Border
  - Harriet Ventum – Justina

## Nowe dramaty
- zagraniczne
  - Charles-Guillaume Étienne – Les Deux Mères

- zagraniczne
  - Jeremy Bentham – Civil War and Penal Legislation
  - François-René de Chateaubriand – The Genius of Christianity
  - John Debrett – Debrett’s Peerage (pierwsze wydanie)
  - John Home – History of the Rebellion of 1745
  - Malcolm Laing – History of Scotland from the Union of the Crowns to the Union of the Kingdoms
  - Friedrich Wilhelm Joseph Schelling – Bruno oder über das göttliche und natürliche Prinzip der Dinge
  - Louis Jean Pierre Vieillot – Histoire naturelle et générale des colibris, oiseaux-mouches, jacamars et promerops
  - Daniel Webster – The Rights of Neutral Nations in Time of War

## Urodzili się
- 2 lutego – Louisa Jane Hall, amerykańska poetka, dramatopisarka, eseistka i krytyczka literacka (zm. 1892)
- 11 lutego – Lydia Maria Child, amerykańska pisarka i poetka[1] (zm. 1880)
- 26 lutego – Victor Hugo, francuski pisarz, poeta, dramaturg (zm. 1885)
- 12 czerwca – Harriet Martineau, brytyjska pisarka (zm. 1876)
- 10 lipca – Robert Chambers, szkocki pisarz
- 24 lipca – Aleksander Dumas, francuski pisarz (zm. 1870)
- 28 lipca – Winthrop Mackworth Praed, angielski poeta i polityk[2] (zm. 1839)
- Lydia Jane Wheeler Peirson, amerykańska poetka (zm. 1862)

## Zmarli
- 18 kwietnia – Erasmus Darwin, poeta angielski, dziadek Karola Darwina[3].